# بیتی (ایلینوی)
بیتی (به انگلیسی: Beaty) یک منطقهٔ مسکونی در ایالات متحده آمریکا است که در شهرستان فولتن، ایلینوی واقع شده‌است. بیتی ۱۸۹٫۸۹ متر بالاتر از سطح دریا واقع شده‌است.